# Riva Starr
Riva Starr (eigentlich Stefano Miele) ist ein italienischer DJ.

## Biografie
Riva Starr stammt aus Neapel und studierte orientalische Sprachen. 2005 erwarb er einen Doktortitel. Neben dem Studium war er als DJ und Remixer aktiv. Er arbeitete für italienische Musiker und machte ab 2003 auch eigene Veröffentlichungen. Anfänglich war er unter dem Namen Madox aktiv.
Nach seinem Abschluss siedelte aus privaten Gründen nach London über. Außerdem wandte er sich vom Breakbeat hin zu House und änderte seinen Namen in Riva Starr, benannt nach dem Fußballer Gigi Riva und der Rapformation Gang Starr. Er machte sich international einen Namen und wurde zum gefragten DJ und Remixer für Interpreten wie Usher, The Gossip und Marina and the Diamonds.
Erste größere Aufmerksamkeit als Produzent eigener Musik erhielt Starr 2010 mit seinem Album If Life Gives You Lemons, Make Lemonade. Besonders das Stück I Was Drunk, eine Zusammenarbeit mit dem französischen Duo Nôze, wurde zu einem Erfolg, insbesondere auch durch das YouTube-Video.
Nach seinem Wechsel nach London lernte der Italiener auch Norman Cook alias Fatboy Slim kennen, mit dem er immer wieder zusammenarbeitete. Auch an seinem 2013er Album Hand in Hand, das aus den unterschiedlichsten Kollaborationen mit Musikern verschiedener Genre besteht, war der Engländer beteiligt. Mit dem gemeinsamen Stück Eat, Sleep, Rave, Repeat hatte Riva Starr erstmals einen Charthit.

## Diskografie
Alben
- Urban Plastic (als Madox, 2007)
- If Life Gives You Lemons, Make Lemonade (2010)
- Hand in Hand (2013)

Lieder
- Maria (2008)
- Black Cat, White Cat (featuring Nôze, 2009)
- I Was Drunk (featuring Nôze, 2010)
- Eat, Sleep, Rave, Repeat (Fatboy Slim & Riva Starr featuring Beardyman, 2013)